# Andreas Severin Weis
Andreas Severin Weis (født 21. maj 1815 - død 28. april 1889) var Cand.polyt. og ejer af Aarhus Mølle 1846-89. 
Andreas Weis tog i 1840 eksamen i polyteknik og rejste derfor til udlandet for at læse. 
I 1846 købte han Aarhus Mølle som han drev succesfuldt. Han blev gift med Bertha Magdalene Weis, med hvem han fik fem børn, hvoraf tre overlevede: Marie Magdalene Weis, Ernst August Weis og Holger Weis. Ernst August Weis drev møllen videre efter sin fars død. 
Weis var medstifter af Aarhus Kunstforening og Aarhus´ første malerisamling på loftet af det gamle rådhus. Skænkede byen en del af sin grund ved Mølleparken, hvilket muliggjorde opførelsen af Aarhus´ første museum, det senere Huset.
Weis opførte i 1847 Magdalene Mølle ved Frederiks Allé.

## Familie
- Far distriktskirug Ernst Peter Weis (25.02.1776 - 17.02.1845)
- Mor Marie Kirstine Bolette Weis f. Marcussen (08.09.1786 - 26.04.1821)
- Bror cand.jur., retasessor Ernst Marcus Weis (14.09.1807 - 30.12.1873)
- Bror cand.jur., departementschef Carl Mettus Weis (09.04.1809 - 18.01.1872)
- Bror distriktslæge Hans Christian Weis (28.11.1811 - 25.07.1882)
- Hustru Bertha Magdalene Weis, født Schønheyder (27.01.1828 - 06.10.1902)